# Берувка
Берувка (пол. Bierówka) — село в Польщі, у гміні Ясло Ясельського повіту Підкарпатського воєводства.
Населення — 570 осіб (2011).
У 1975-1998 роках село належало до Кросненського воєводства.

## Демографія
Демографічна структура станом на 31 березня 2011 року:
|          | Загалом | Допрацездатний вік | Працездатний вік | Постпрацездатний вік |
| -------- | ------- | ------------------ | ---------------- | -------------------- |
| Чоловіки | 295     | 76                 | 178              | 41                   |
| Жінки    | 275     | 46                 | 154              | 75                   |
| Разом    | 570     | 122                | 332              | 116                  |